# Bilancia di torsione

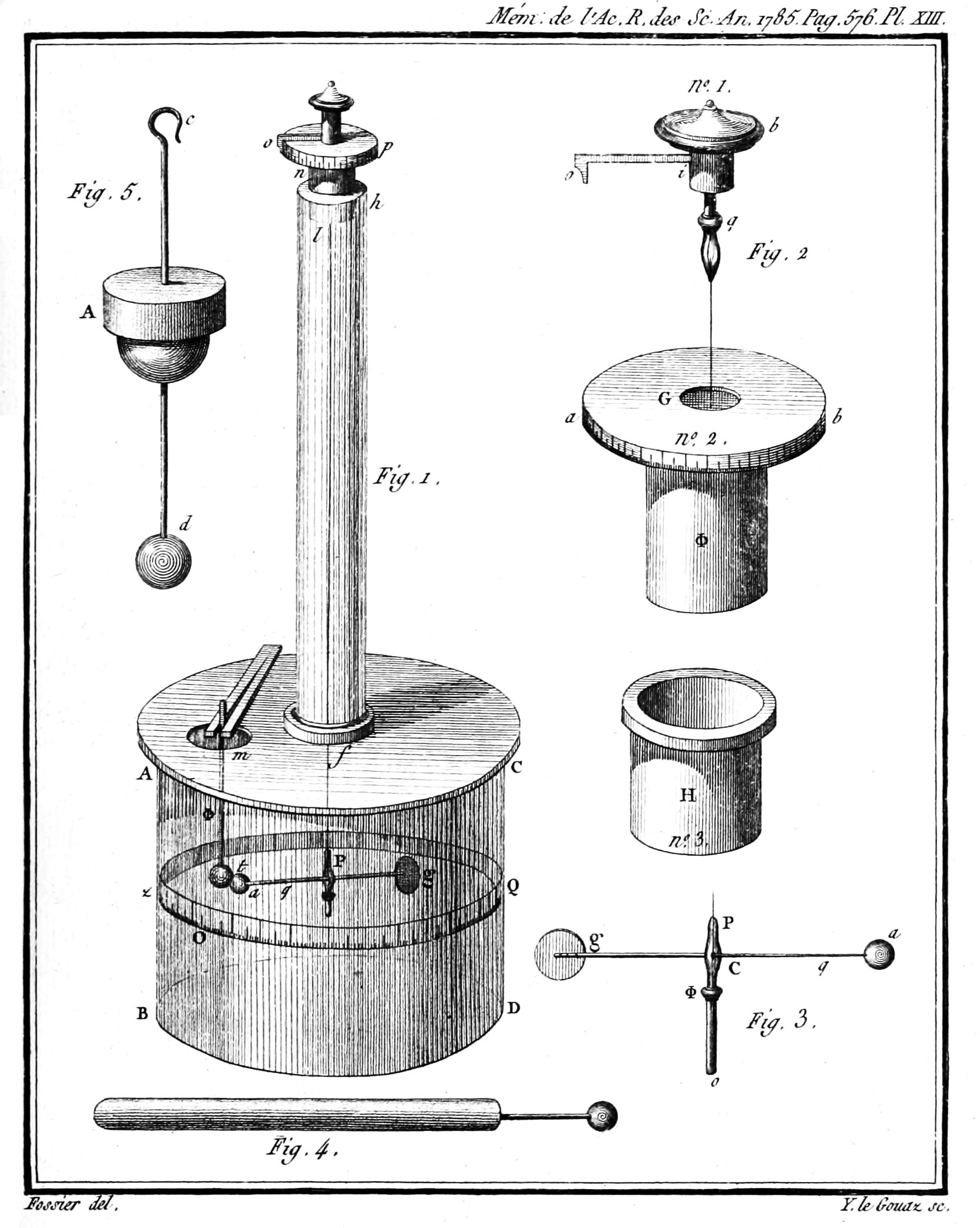
La bilancia di torsione di Coulomb

La bilancia di torsione è uno strumento di misura della fisica sperimentale utilizzato per misurare il momento torcente risultante dall'applicazione di una o più forze ai suoi bracci.

## Funzionamento
Il funzionamento della bilancia di torsione è in linea di principio molto semplice: i bracci sono sospesi tramite un filo di materiale rigido, ad esempio quarzo, che entra in torsione quando essi ruotano sotto l'azione delle forze esterne. L'angolo per il quale si raggiunge l'equilibrio tra il momento torcente da misurare e la reazione del filo sottoposto a torsione si può determinare con grande precisione (ad esempio con tecniche ottiche). Tale angolo permette di risalire al valore del momento da misurare, essendo ad esso proporzionale secondo una costante dipendente dalle proprietà del filo.

## Accorgimenti tecnologici
Sebbene il principio di funzionamento sia semplice ed essenzialmente analogo a quello di una comune bilancia a molla, la tecnologia delle bilance di torsione ha raggiunto livelli di sviluppo notevoli, introducendo sofisticati sistemi di schermaggio magnetico e termico, nuovi materiali per realizzare il filo di sospensione, tecniche sempre più precise per determinare la deviazione angolare dei bracci.

## Utilizzo
L'impiego principale della bilancia di torsione è la misura di forze molto deboli per mezzo del momento esercitato su masse di test appese ai suoi bracci, in particolare di forze gravitazionali. L'esperimento sicuramente più famoso tra quelli che hanno fatto uso di questo strumento è l'esperimento di Eötvös.
La bilancia di torsione è lo strumento che ha consentito di testare il principio di equivalenza, sul quale si fonda la relatività generale, col maggior grado di precisione finora raggiunto. Si prevede tuttavia che sarà presto superata in questo ambito da una tecnologia completamente diversa, basata su esperimenti satellitari in corso di realizzazione.